# کافی‌اسکریپت
کافی اسکریپت (به انگلیسی: CoffeeScript) یک زبان برنامه‌نویسی که به جاوااسکریپت کامپایل می‌شود. این زبان زیبایی‌های لغوی که از روبی، پایتون و هسکل الهام گرفته شده را برای زیادکردن اختصار و خوانایی جاوااسکریپت می‌افزاید و همچنین قابلیت‌های پیچیده‌ای مانند ادراک از آرایه‌ها و تطابق بر الگو افزوده؛ کافی‌اسکریپت به صورت پیشگویانه به جاوااسکریپت کامپایل می‌گردد. برنامه‌ها با مقدار کمتری کد (معمولاً با ۱/۳ تعداد خط کد کمتر) در کافی‌اسکریپت نوشته می‌شوند بدون اینکه هیچ اثری در کارایی زمان اجرا داشته باشد. از ۱۶ مارس ۲۰۱۱، کافی‌اسکریپت در گیت‌هاب در فهرست پروژه‌هایی با بیشترین بازدید قرار داده شده‌است.

## نمونه‌ها
یک قطعه کد معمولی و کوچک در جاوااسکریپت که با استفاده از کتابخانهٔ جی‌کوئری کار می‌کند:
```
$
(
document
).
ready
(
function
()
 
{

  
// Initialization code goes here

});

```

یا حتی به صورت:
```
$
(
function
()
 
{

  
// Initialization code goes here

});

```

در کافی‌اسکریپت، کلیدواژهٔ function با نماد -> جایگزین گشته و از تورفتگی به جای گیومه (همانند زبان پایتون) استفاده شده‌است. همچنین پرانتزها معمولاً حذف گشته‌اند. بنابراین معادل قطعه کد بالا در کافی‌اسکریپت به شکل زیر است:
```
$
(
document
)
.
ready
 
->

  
# Initialization code goes here

```

یا فقط
```
$
 
->

  
# Initialization code goes here

```